# Giovanni Mestica
Giovanni Mestica (Apiro, 27 dicembre 1831 – Roma, 23 giugno 1903) è stato un filologo e politico italiano.

## Biografia
Mestica frequentò il liceo a Pesaro. In seguito fece ricerche ad Apiro, Tolentino, Cingoli e Jesi. Nel 1881 ebbe due chiamate a cattedra, una per la cattedra di latino a Pavia (che rifiutò), e l'altra per quella di letteratura italiana a   Palermo (che accettò). Mestica in seguito si stabilì a Roma e fece carriera al Ministero della Pubblica Istruzione. Dal 1890 fu parlamentare alla Camera dei deputati.
Fu membro dell'Accademia della Crusca. Ad Apiro dal 1907 il teatro ha il suo nome.

## Opere

### Leopardi
- Giacomo Leopardi, Paralipomeni canti e versioni (curatela), Firenze 1875
- La conversione letteraria di G. Leopardi e la sua cantica giovanile, Roma 1880 ( 15, November 1880)
- Le poesie di Giacomo Leopardi (curatela), Firenze 1886, 1888, 1892,  1897, 1900, 1905, 1909, 1919
- Scritti letterari di Giacomo Leopardi, 2 voll. (curatela), Firenze 1899, 1924
- Le prose originali di Giacomo Leopardi (curatela), Firenze 1890
- Studi leopardiani, Firenze 1901, a cura di Franco Foschi, Ancona 2000

### Altre opere
- Istituzioni di letteratura, 2 voll., Firenze 1874–1875, Torino 1904 (manuale scolastico)
- Traiano Boccalini e la letteratura critica e politica del Seicento, Firenze 1878
- Scritti latini giovanili, Firenze 1879
- San Francesco, Dante e Giotto, Roma 1881 (in: Nuova Antologia), Macerata 1927
- Manuale della letteratura italiana nel secolo XIX, 2 voll., Roma 1882–1887
- Lettere amorose di Ugo Foscolo ad Antonietta Fagnani (curatela), Firenze 1884, 1928
- Le poesie di Ugo Foscolo, 2 voll. (curatela), Firenze 1884
- Le poesie di Alessandro Manzoni (curatela), Firenze 1888, 1890, 1899, 1920
- Le Rime di Francesco Petrarca (curatela), Firenze 1896